# VdB 49
vdB 49 è una nebulosa a riflessione visibile nella costellazione di Orione.
L'individuazione della sua posizione non presenta difficoltà: si può partire dalla congiungente di Betelgeuse e Bellatrix, fermarsi a metà strada e proseguire a sud in direzione della Cintura di Orione, fino a trovare una stella di quarta magnitudine, catalogata come ω Orionis, che è la stella responsabile dell'illuminazione della nebulosa; si tratta di una gigante blu di classe spettrale B3IIIe, ossia una stella Be, la cui parallasse pari a 2,19±0,93 mas corrisponde a una distanza di circa 456 parsec (poco meno di 1500 anni luce). L'oggetto viene a trovarsi sul bordo dell'Anello di Barnard, una grande nebulosa a forma di semicerchio con centro posto approssimativamente nella nebulosa di Orione; la struttura sarebbe causata dall'espansione di una superbolla generata dal forte vento stellare combinato delle stelle più massicce dell'associazione OB Orion OB1b, le cui pareti più prossime al sistema solare corrispondono alla Bolla di Eridano.